# Lars Stindl
Lars Edi Stindl (* 26. August 1988 in Speyer) ist ein ehemaliger deutscher Fußballspieler und heutiger Fußballtrainer. Der elfmalige deutsche Nationalspieler begann seine Karriere beim Karlsruher SC und absolvierte von 2010 bis 2023 mehr als 350 Bundesligaspiele für Hannover 96 und Borussia Mönchengladbach. Er spielte hauptsächlich als hängende Spitze, konnte aber auf allen Positionen im Mittelfeld und als Sturmspitze eingesetzt werden. Sein einziger Titelgewinn war der Confed Cup 2017, bei dem er im Finale gegen Chile den 1:0-Siegtreffer erzielte.

## Kindheit und Ausbildung
Stindl wurde im pfälzischen Speyer geboren und wuchs im nahen badischen Waghäusel im Stadtteil Wiesental auf. Im Jahr 2008 schloss Stindl seine Schulzeit mit dem Abitur am Otto-Hahn-Gymnasium in Karlsruhe ab.

## Spielerkarriere

### Vereinskarriere

#### Jugend und Karlsruher SC
Stindl begann mit drei Jahren, in der Jugendabteilung des TSV Wiesental Fußball zu spielen und wechselte 2000 als Zwölfjähriger in die Nachwuchsabteilung des Karlsruher SC. Nachdem er bereits als A-Jugendspieler 2006/07 zu einigen Einsätzen in der Regionalligamannschaft gekommen war, wurde er in der Saison 2007/08 Stammspieler. In der Winterpause absolvierte er mehrere Trainingseinheiten mit dem Profiteam und reiste mit diesem ins Trainingslager nach Belek. Davor hatte er auch schon an zwei Hallenturnieren teilgenommen. In der Rückrunde der Spielzeit 2007/08 saß er einige Male bei den Profis auf der Bank.
Sein Bundesligadebüt gab er am 15. März 2008 im Spiel gegen Eintracht Frankfurt, als er in der 81. Minute für Michael Mutzel eingewechselt wurde. In der Saison 2008/09 erzielte Stindl am 29. November 2008 gegen Hannover 96 sein erstes Bundesligator. In der Rückrunde wurde er von Trainer Edmund Becker immer häufiger eingesetzt, der KSC stieg am Saisonende allerdings aus der Bundesliga ab. Stindl bestritt 23 Bundesligaspiele und erzielte vier Tore. In der zweiten Bundesliga 2009/10 gehörte der offensive Mittelfeldspieler zur Stammelf der Badener.

#### Hannover 96

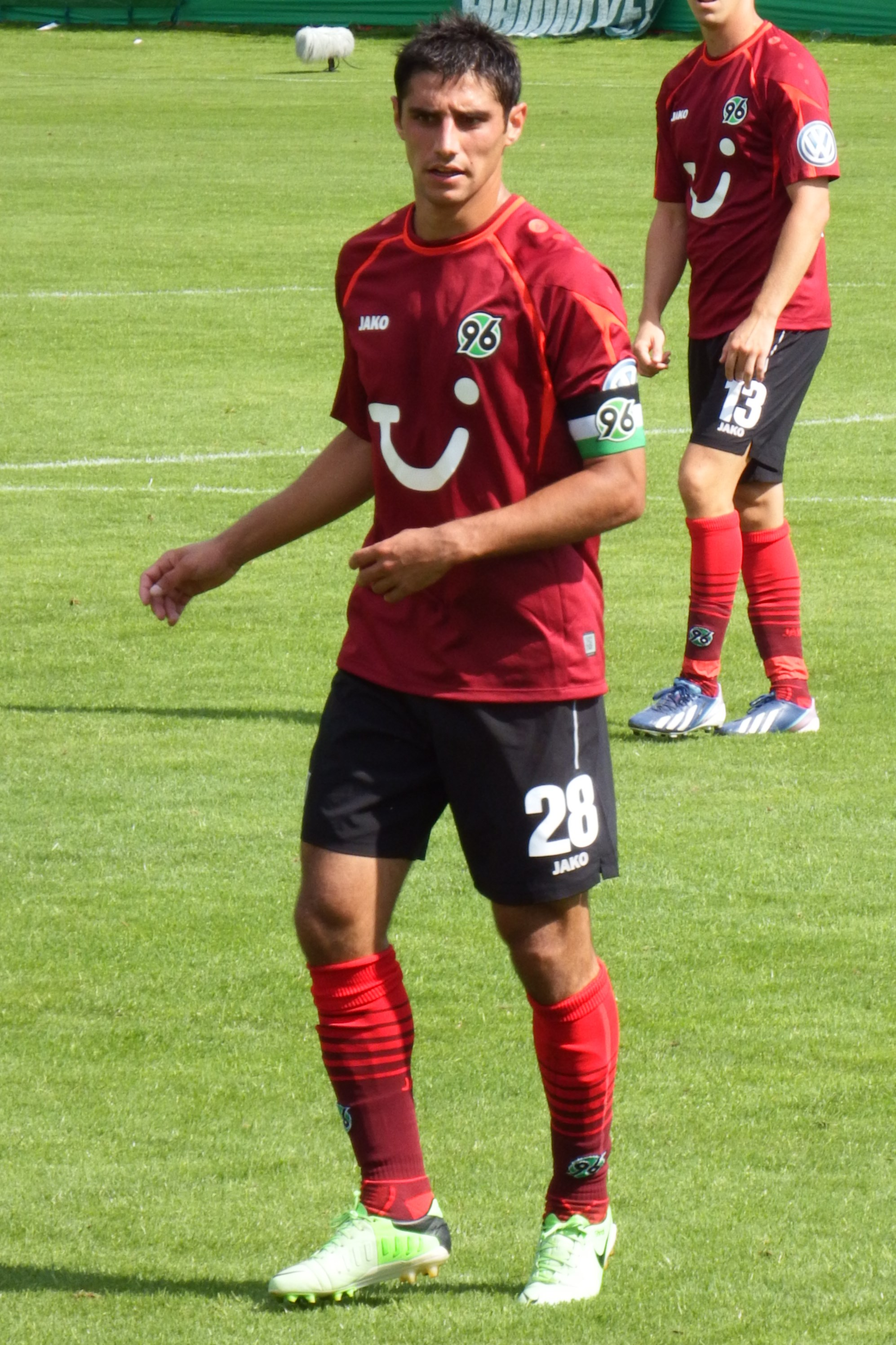
Stindl im Trikot von Hannover 96 (2013)

Zur Saison 2010/11 wechselte Stindl zum Bundesligisten Hannover 96. Sein Vertrag lief zunächst drei Jahre und galt sowohl für die erste als auch für die zweite Bundesliga. Sein erstes Tor für Hannover erzielte er am 20. November 2010 gegen den Hamburger SV. Im April 2012 verlängerte er seinen Vertrag vorzeitig um drei Jahre bis zum 30. Juni 2016. Nach dem Karriereende von Steven Cherundolo wurde Stindl zum Mannschaftskapitän von Hannover 96 ernannt. Aufgrund seiner Leistungen in der Saison 2014/15 weckte Stindl das Interesse von vielen Vereinen, darunter Bayer 04 Leverkusen und Borussia Dortmund. Er verlängerte seinen Vertrag bei Hannover 96 nicht.

#### Borussia Mönchengladbach

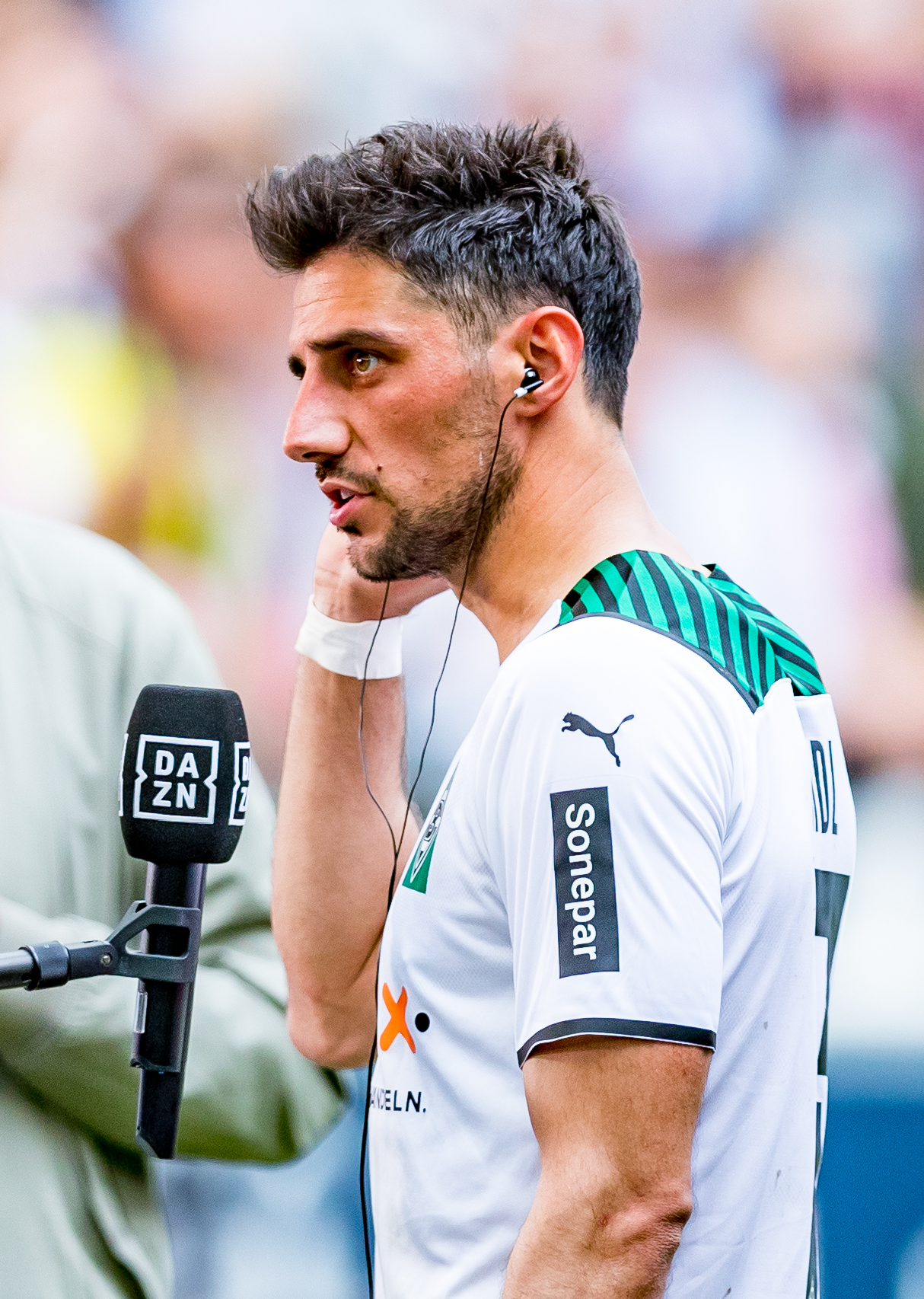
Lars Stindl im Interview beim Streamingdienst DAZN (Mai 2022)

Zur Saison 2015/16 wechselte Stindl nach 131 Ligaspielen für Hannover 96 zum Bundesligisten Borussia Mönchengladbach. Dort erhielt er einen Fünfjahresvertrag. Sein erstes Ligaspiel bestritt er am 15. August 2015 gegen Borussia Dortmund. Sein erstes Bundesligator für die Borussia erzielte er am 30. August 2015 (3. Spieltag) bei der 1:2-Auswärtsniederlage gegen Werder Bremen mit dem Ausgleichstreffer. Am 30. September 2015 erzielte er im zweiten Gruppenspiel gegen Manchester City das erste Tor der Mönchengladbacher in der Champions League.
Zur Saison 2016/17 wurde Stindl auch in Mönchengladbach zum Spielführer ernannt, nachdem der bisherige Mannschaftskapitän Martin Stranzl seine Karriere beendet und dessen Stellvertreter Granit Xhaka den Verein zum FC Arsenal verlassen hatte. Am 23. Februar 2017 schoss Stindl nach einem 0:2-Rückstand im Rückspiel der Europa-League-Zwischenrunde beim AC Florenz drei Tore innerhalb von elf Minuten; Borussia Mönchengladbach gewann das Spiel mit 4:2 und erreichte damit nach der 0:1-Heimniederlage im Hinspiel doch noch das Achtelfinale des Wettbewerbs, in dem die Mannschaft dann gegen Schalke 04 knapp ausschied.
Im Mai 2017 verlängerte Stindl seine Vertragslaufzeit vorzeitig um ein weiteres Jahr bis zum 30. Juni 2021. Mit dem 9. Tabellenplatz am Ende der Saison verpasste Stindl mit Mönchengladbach die internationalen Wettbewerbe. Hinzu kam ein Riss des Syndesmosebandes, der ihn für die letzten beiden Partien und über die Sommerpause hinweg für ersten Partien der folgenden Saison außer Gefecht setzte. Am 13. April 2019 verletzte er sich erneut schwer, als er beim 1:0-Sieg bei Hannover 96 bereits in der 1. Spielminute mit Matthias Ostrzolek zusammenprallte und sich das Schienbein brach. Stindl bestritt in der Hinrunde der Saison 2022/23 beim 3:0-Heimsieg der Borussia gegen RB Leipzig am 17. September 2022 die 350. Bundesligabegegnung seiner Karriere. Sein Vertrag mit Gladbach lief bis 2023.

#### Rückkehr zum Karlsruher SC und Karriereende
Nach seinem Vertragsende bei Borussia Mönchengladbach kehrte Stindl zur Saison 2023/24 zum Karlsruher SC zurück. Er unterschrieb beim Zweitligisten einen Einjahresvertrag. Im März 2024 gab der KSC bekannt, Stindl werde seine aktive Karriere zum Ende der Saison 2023/24 beenden. In den beiden höchsten deutschen Ligen bestritt der Nationalspieler insgesamt über 430 Partien.

### Nationalmannschaft

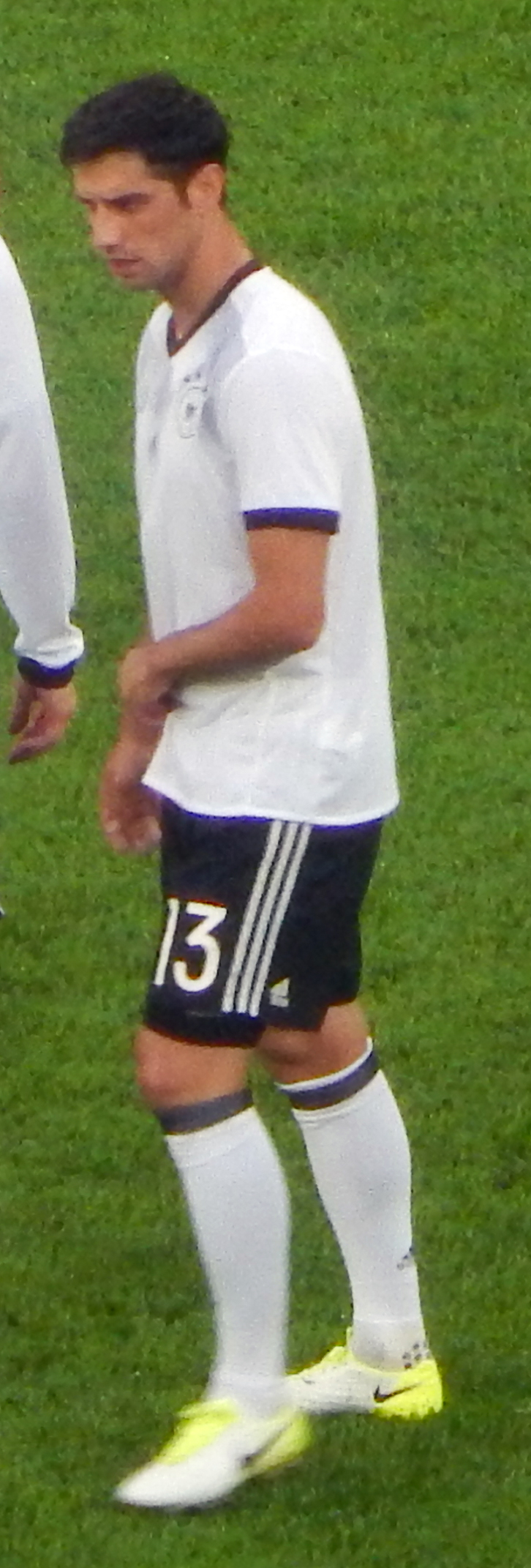
Stindl nach dem Gewinn des Confed Cups 2017

Stindl spielte 2007 dreimal in der U-20-Nationalmannschaft. Am 11. August 2009 gab er sein Debüt in der U-21-Nationalmannschaft. Nachdem er über Jahre konstante Leistungen auf Vereinsebene gezeigt hatte und immer wieder über eine Nominierung für die A-Nationalmannschaft spekuliert worden war, absolvierte er sein Debüt am 6. Juni 2017 beim Freundschaftsspiel gegen Dänemark (1:1), in dem er den Treffer zum Endstand durch Joshua Kimmich vorbereitete. Seine ersten beiden Länderspieltore erzielte er im Juni 2017 in den ersten beiden Gruppenspielen um den Confed Cup beim 3:2-Sieg über Australien mit dem Treffer zum 1:0 und im folgenden Gruppenspiel gegen Chile zum 1:1. Im Finale – erneut gegen Chile – erzielte Stindl den Siegtreffer zum 1:0. Mit seinen insgesamt drei Toren sicherte er sich neben Leon Goretzka den Silbernen Schuh als zweitbester Torschütze hinter Teamkollege Timo Werner, der neben drei Toren auch zwei Vorlagen gab. Ein Riss des Syndesmosebandes kostete ihn die Teilnahme an der Weltmeisterschaft 2018 in Russland. So blieb sein elftes Länderspiel im Vorfeld des 2018er-Weltchampionats sein letzter Einsatz in der DFB-A-Auswahl.

## Trainerkarriere
Nach seinem Karriereende wurde Stindl im August 2024 Co-Trainer von Hannes Wolf bei der deutschen U20-Nationalmannschaft.

## Titel und Auszeichnungen
Nationalmannschaft
- Confed-Cup-Sieger: 2017

Auszeichnungen
- Silberner Schuh beim Confed Cup 2017
- Borussias Spieler der Saison: 2016/17[21]
- Bundesligaspieler des Monats: Dezember 2020

## Sonstiges
Stindl unterstützte das Sozialprojekt Wir helfen Afrika zur Weltmeisterschaft 2010 in Südafrika als Stadtpate für die Stadt Waghäusel. Seit 2017 ist er Pate beim Projekt Schule ohne Rassismus – Schule mit Courage.
In der Saison 2012/13 deckte Stindl von sich aus einen Irrtum des Deutschen Fußball-Bundes auf. Im Auswärtsspiel gegen den FC Bayern München (0:5) war er in der 55. Minute mit einer gelben Karte verwarnt worden. Dies war laut DFB seine vierte Verwarnung. Stindl machte den DFB jedoch sofort darauf aufmerksam, dass dies schon seine fünfte Verwarnung sei. Im Auswärtsspiel gegen Eintracht Frankfurt (1:3) hatte er in der 83. Minute eine gelbe Karte gesehen, jedoch tauchte diese nicht in den Datenbanken des DFB auf, da der Schiedsrichter Christian Dingert diese nicht in den Spielberichtsbogen eingetragen hatte. Nachdem der DFB informiert und die Aussage durch Fernsehbilder überprüft worden war, wurde Stindl für das nächste Heimspiel gegen die SpVgg Greuther Fürth gesperrt. Für seine Fair-Play-Aktion wurde er gelobt.
In Hannover gilt noch Jahre nach seinem Abschied eine Geste bei seinem Torjubel am 3. November 2011 im Europa-League-Spiel von Hannover 96 beim FC Kopenhagen als legendär: Nachdem er mit einem sehenswerten Volleyschuss in der 74. Minute das entscheidende Tor zum Weiterkommen in die Endrunde erzielt hatte, machte er vor den 15.000 mitgereisten Hannoveranern mit Daumen und kleinem Finger eine Telefonier-Geste und nahm damit auf die Textzeile „In Kopenhagen schellt das Telefon“ eines berühmten Fan-Gesangs Bezug.
Während seiner Zeit bei Borussia Mönchengladbach wohnte er in Meerbusch. Seit 2015 ist er mit Tanita verheiratet, das Paar hat zwei Kinder.
Seit der Bundesliga und 2. Fußball-Bundesliga Saison 2024/2025 gehört Stindl zum Experten Team von Ran und ist zudem als Co-Kommentator am Mikro zu hören.